# Australopericoma trinidadensis
Australopericoma trinidadensis är en tvåvingeart som beskrevs av Quate och Brown 2004. Australopericoma trinidadensis ingår i släktet Australopericoma och familjen fjärilsmyggor. Inga underarter finns listade i Catalogue of Life.